# Docodonts
Els docodonts (Docodonta) són un ordre de mamaliaformes que visqueren entre mitjans i finals del Mesozoic. Les seves característiques més distintives eren el seu conjunt relativament sofisticat de dents molars, que dona nom a l'ordre. En el registre fòssil, els docodonts estan representats principalment per dents aïllades i fragments de maxil·lars. Tot i que la majoria dels exemplars han estat trobats a l'antiga Lauràsia (el que avui en dia és Nord-amèrica i Euràsia), també se n'han trobat a Gondwana (actual Índia i hemisferi sud).
La posició filogenètica exacta dels docodonts depèn del mètode d'estudi que s'utilitzi. Des d'un punt de vista cladístic, els docodonts són mamaliaformes avançats, just a fora dels autèntics mamífers. Des d'un punt de vista «tradicional», els docodonts són mamífers basals i se'ls sol classificar dins la subclasse parafilètica dels al·loteris.
Es creu que els docodonts eren principalment herbívors o insectívors, tot i que Castorocauda lutrasimilis té dents que suggereixen que s'alimentava de peixos. El docodont Agilodocodon scansorius fou el primer mamaliaforme d'estil de vida arborícola.